# احتلال جزر الأزور
حدث احتلال جزر الأزور (المعروف أيضًا باسم الاحتلال الإسباني لجزر الأزور)، لكنه تضمن أساسًا احتلال جزيرة تيرسيرا، في 2 أغسطس 1583، في الأرخبيل البرتغالي، بين القوات الموالية للمُطالب بالعرش الدون أنطونيو، رئيس تنظيم كراتو، بدعم من القوات الفرنسية والإنجليزية، والقوات الإسبانية والبرتغالية الموالية للملك فيليب الثاني ملك إسبانيا، بقيادة الأدميرال دون ألفارو دي بازان، ماركيز سانتا كروز، أثناء حرب الخلافة البرتغالية. أدى انتصار ماركيز سانتا كروز إلى الغزو الإسباني السريع لجزر الأزور، مما سهل ضم مملكة البرتغال وممتلكاتها الاستعمارية إلى الإمبراطورية الإسبانية.
بعد يوم من القتال، هُزمت قوات جزيرة تيرسيرا على يد الوحدات العسكرية الإسبانية (المعروفة باسم تيرسيو)، باستخدام استراتيجيات وتكتيكات ألفارو دي بازان. بعد أيام قليلة، حطت مجموعة من القوات الإسبانية البرتغالية على جزيرة فايال، حيث هزموا حامية مؤلفة من خمس سرايا فرنسية وسرية إنجليزية، وأسروها (700 رجل في المجمل). في نهاية الحملة، أسر الإسبان نحو 9,000 رجل برتغالي وفرنسي وإيطالي وإنجليزي. سُمح للجنود الفرنسيين والإنجليز والإيطاليين في الجزر بالانسحاب دون إصابتهم بأذى، لكن 16 مؤيدٍ للمطالب البرتغالي أنطونيو، رئيس تنظيم كراتو، الذي حاول الفرار ليلة الهجوم، أُعدم: كان أنطونيو وعدد قليل من أنصاره محظوظين لتمكنهم من النجاة بأرواحهم.

## خلفية تاريخية
بعد الانتصار في معركة بونتا ديلغادا، أعد ماركيز سانتا كروز، المتحصن داخل قاعدته في لشبونة، غزوًا برمائيًا بواسطة قوة ساحقة: 15,372 رجل و98 سفينة، منهم 31 سفينة تجارية كبيرة حُولت إلى وسائل نقل للقوات وسفن صغيرة ومراكب إنزال وغليونات قتالية و12 قادس وسفينتين من نوع غالياس. هذه المرة لم يكن هدفه محاربة أسطولٍ، بل إنزال جيشٍ: يمكن لوحدة المهمة هذه الدفاع عن نفسها بالتأكيد إذا لزم الأمر، ولكن دورها الأساسي كان وضع القوات، جنبًا إلى جنب مع معداتهم وإمداداتهم الداعمة، على رأس الجسر الساحلي المحدد ثم دعمهم حتى تحقيق الأهداف العسكرية. أمر فيليب الثاني بازان بموجب رسالة بشنق هؤلاء الرعية الفرنسيين والإنجليز في الجزيرة ممن حملوا الأسلحة في وجه قواته.
توقعت قوات تيرسيرا نزول الإسبان في مينائي أنغرا وبيغيا، ونظموا قواتهم – تحت قيادة شارل دي بوردو وباتيستا سكريتشي – وفقًا لذلك. لكن سانتا كروز قرر توجيه هجومه العسكري الرئيسي على مول، وهو شاطئ يقع على بعد 10 أميال من أنغرا محمي  بسواتر ترابية بسيطة تشغلها قوة مشاة مع بعض الدعم المدفعي. كان أنطونيو بنفسه في تيرسيرا، حيث أشرف على جمع ضرائب الدفاع، لكنه غادر في نوفمبر لإقناع الفرنسيين بتقديم 1500 رجل آخر، وصلوا في يونيو 1583. أرسلت الملكة الأم الفرنسية، كاثرين دي ميديشي، 1,200 جندي فرنسي و400 جندي إنجليزي منظمين في 9 سرايا بقيادة أيمار دي شاست، حاكم دييب، الذي تولى القيادة في الجزر.
زاد دي شاست من تحصينات تيرسيرا من خلال بناء ما يصل إلى 31 حصنًا حجريًا بالإضافة إلى 13 نقطة عسكرية ذات حواجز خشبية، متصلة مع بعضها بواسطة خنادق ومزودة بما مجموعه 293 مدفعًا. كان مستوى القوات المدافعة متباينًا: كان الفرنسيون والإنجليز جنودًا مخضرمين، بينما لم يكن بالإمكان الاعتماد على الميليشيا المحلية، تحت قيادة الحاكم مانويل دا سيلفا، من أجل المعركة. من ناحية أخرى، كانت معظم القوات الإسبانية، التي تضمنت 3 وحدات عسكرية (تيرسيو) وفوج ألماني من 4 سرايا و3 سرايا إيطالية وسرية برتغالية، من قدامى المحاربين المدربين في الثورة الهولندية.